# Hans-Olav Torgersen
Hans-Olav Torgersen, né le 31 octobre 1982, est un joueur de squash représentant la Norvège. Il est champion de Norvège en 2009. 

## Palmarès

### Titres
- Championnats de Norvège: 2009

### Finales
- Championnats de Norvège: 2 finales (2005, 2011)